# JamesOn Curry
Pour les articles homonymes, voir Curry (homonymie).
JamesOn Curry, né le 7 janvier 1986 à Pleasant Grove, en Caroline du Nord, est un joueur américain de basket-ball.
Il est le joueur de NBA ayant la carrière la plus courte puisqu'il ne totalise que 3,9 secondes de jeu.